# Valle de Ollo

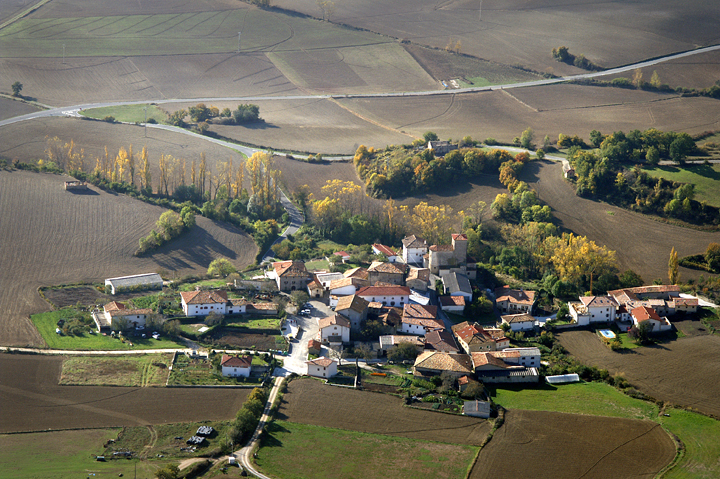
Vista aérea del concejo de Ollo

El Valle de Ollo (cooficialmente en euskera: Ollaran) es un municipio español de la Comunidad Foral de Navarra, situado en la Merindad de Pamplona, en la Cuenca de Pamplona, y a 22 km de la capital de la comunidad, Pamplona. Su población en 2020 es de 422 habitantes
El municipio está compuesto por 7 concejos y 9 pueblos: Anotz, Beasoáin-Eguíllor (integrado por los lugares habitados de Beasoáin y Eguíllor), Ilzarbe, Ollo (capital del municipio), Senosiáin, Ulzurrun Saldise y Arteta, este último extinguido como concejo.

## Toponimia
Valle de Ollo / Ollaran es la denominación oficial del municipio, anteriormente conocido simplemente como Ollo. En la Edad Media aparece recogido el nombre como Oillo. El pueblo que hace las veces de capital del municipio se llama también Ollo.

## Símbolos

### Escudo
El escudo de armas del valle de Ollo tiene el siguiente blasón:

Trae de oro y un encino de sínople terrazado de lo mismo. Por timbre un yelmo empenachado.

## Geografía
El valle de Ollo está situado en la parte central de la Comunidad Foral de Navarra dentro de la región geográfica de la Montaña de Navarra y la Cuenca de Pamplona; y cuya capital Ollo se encuentra a una altitud 504 m s. n. m. Su término municipal tiene una superficie de 36,98 km² y limita al norte con el municipio de Araquil, al este con el de Iza, al sur con los de la Cendea de Olza y Goñi además de la facería n.º 35; y al oeste con la Sierra de Andía.
.

## Demografía
Valle de Ollo cuenta con una población de 436 habitantes (INE 2024).
| Gráfica de evolución demográfica de Ollo entre 1842 y 2021                                                          |
| |
| Población de derecho según los censos de población del INE Población de hecho según los censos de población del INE |

## Administración y política

### Gobierno municipal
El Valle de Ollo conforma un municipio el cual está gobernado por un ayuntamiento de gestión democrática desde 1979, formado por 7 miembros elegidos en las elecciones municipales según está dispuesto en la Ley Orgánica del Régimen Electoral General. La sede del consistorio está situada en la calle Santo Tomás, n.º 1 de la localidad de Ollo.
En las elecciones municipales de 2019, participaron un total de 261 votantes (80,31 %) . De los votos emitidos 6 fueron nulos (2,3 %) y 3 en blanco (1,18%). La lista más votada fue AUZOLANBERRI que obtuvo 158 votos (61,96 % de los votos válidos) y 5 concejales lo cual supone mayoría absoluta. En segundo lugar quedó AGRUPACION DE ELECTORES AURRERA-OLLARAN con 81 votos (31,76 %) y 2 concejales y en tercer lugar NAVARRA SUMA con 13 votos (5,1%%), sin representación.
«Resultados elecciones municipales Ollaran 2019».
En la sesión constitutiva fue elegido como alcalde David Campión Ventura
| Partido político                                 | 2019  | 2019       | 2015  | 2015       | 2011  | 2011       | 2007  | 2007       | 2003  | 2003       | 1999  | 1999       | 1995  | 1995       | 1991 | 1991       |
| Partido político                                 | %     | Concejales | %     | Concejales | %     | Concejales | %     | Concejales | %     | Concejales | %     | Concejales | %     | Concejales | %    | Concejales |
| Auzolan                                          | 61,96 | 5          | 79,90 | 7          | 55,13 | 4          | —     | —          | —     | —          | —     | —          | —     | —          | —    | —          |
| Aurrera Ollaran                                  | 31,76 | 2          | —     | —          | —     | —          | —     | —          | —     | —          | —     | —          | —     | —          | —    | —          |
| Navarra Suma (NA+)                               | 5,1   | 0          | —     | —          | —     | —          | —     | —          | —     | —          | —     | —          | —     | —          | —    | —          |
| Txurregui                                        | —     | —          | —     | —          | 31,20 | 2          | 57,26 | 4          | 63,78 | 5          | —     | —          | —     | —          | —    | —          |
| Partido Popular (PP)                             | —     | —          | —     | —          | 12,82 | 1          | —     | —          | —     | —          | —     | —          | —     | —          | —    | —          |
| Agrupación Electoral Udarbe (AEU)                | —     | —          | —     | —          | —     | —          | 39,32 | 3          | 35,83 | 2          | 42,7  | 3          | —     | —          | —    | —          |
| Candidatura Independiente de Val de Ollo (CI-VO) | —     | —          | —     | —          | —     | —          | —     | —          | —     | —          | 54,09 | 4          | 93,75 | 7          | 100  | 7          |

| Mandato   | Nombre del alcalde            | Partido político |
| --------- | ----------------------------- | ---------------- |
| 1979-1983 |                               |                  |
| 1983-1987 |                               |                  |
| 1987-1991 |                               |                  |
| 1991-1995 |                               |                  |
| 1995-1999 |                               |                  |
| 1999-2003 |                               |                  |
| 2003-2007 | Felix Maria Cobos             | Txurregi         |
| 2007-2011 | Francisco Javier Ecay Ilzarbe | Txurregi         |
| 2011-2015 | Francisco Javier Pérez Cueva  | Auzolan          |
| 2015-2016 | Francisco Javier Pérez Cueva  | Auzolan          |
| 2016-2019 | David Campión Ventura         | Auzolan          |
| 2019-     | David Campión Ventura         | Auzolanberri     |

### Organización territorial
El municipio se divide en las siguientes entidades de población, según el nomenclátor de población publicado por el INE (Instituto Nacional de Estadística). Los datos de población se refieren a 2014 y 2020

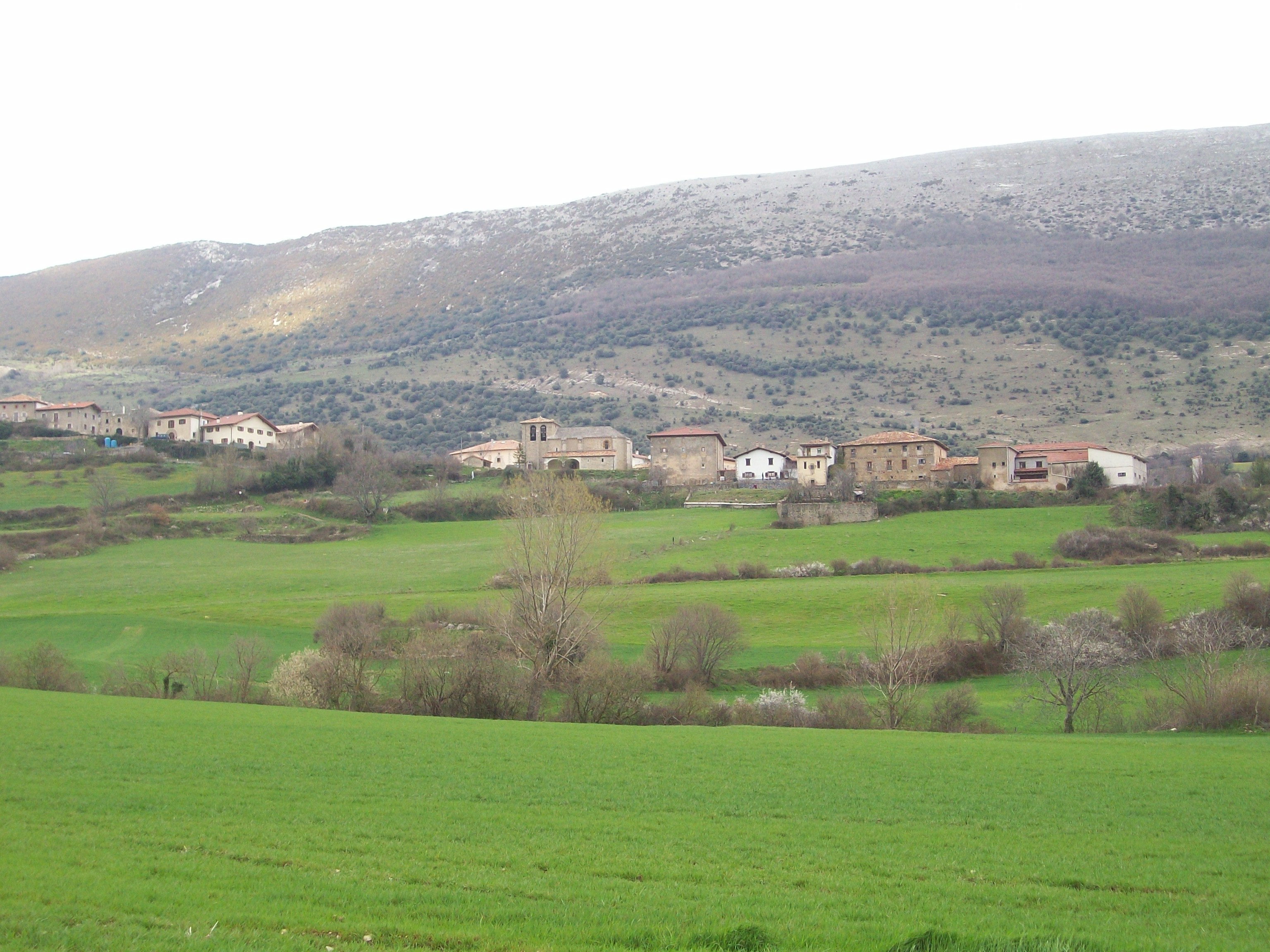
Ollo
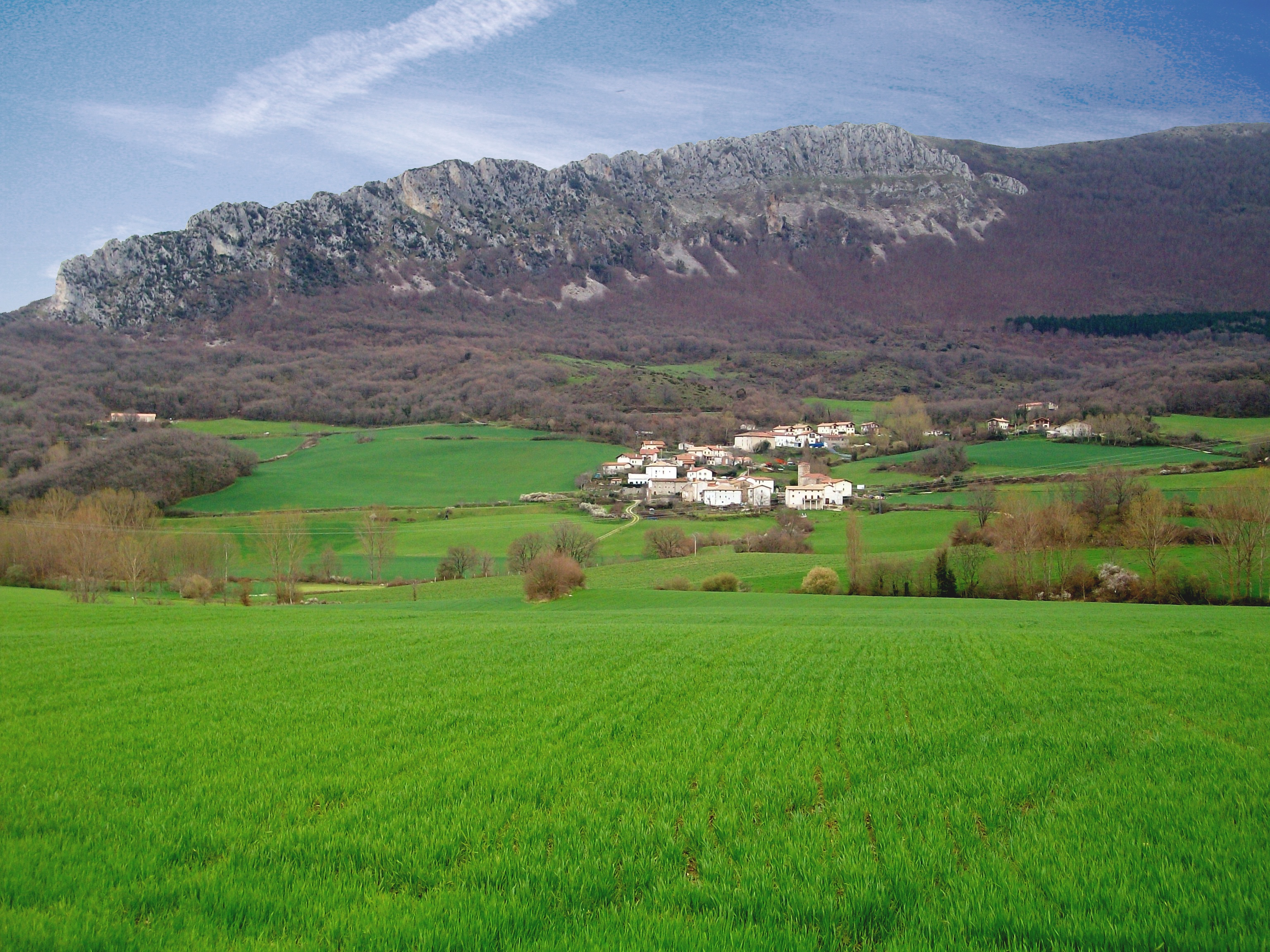
Ulzurrun
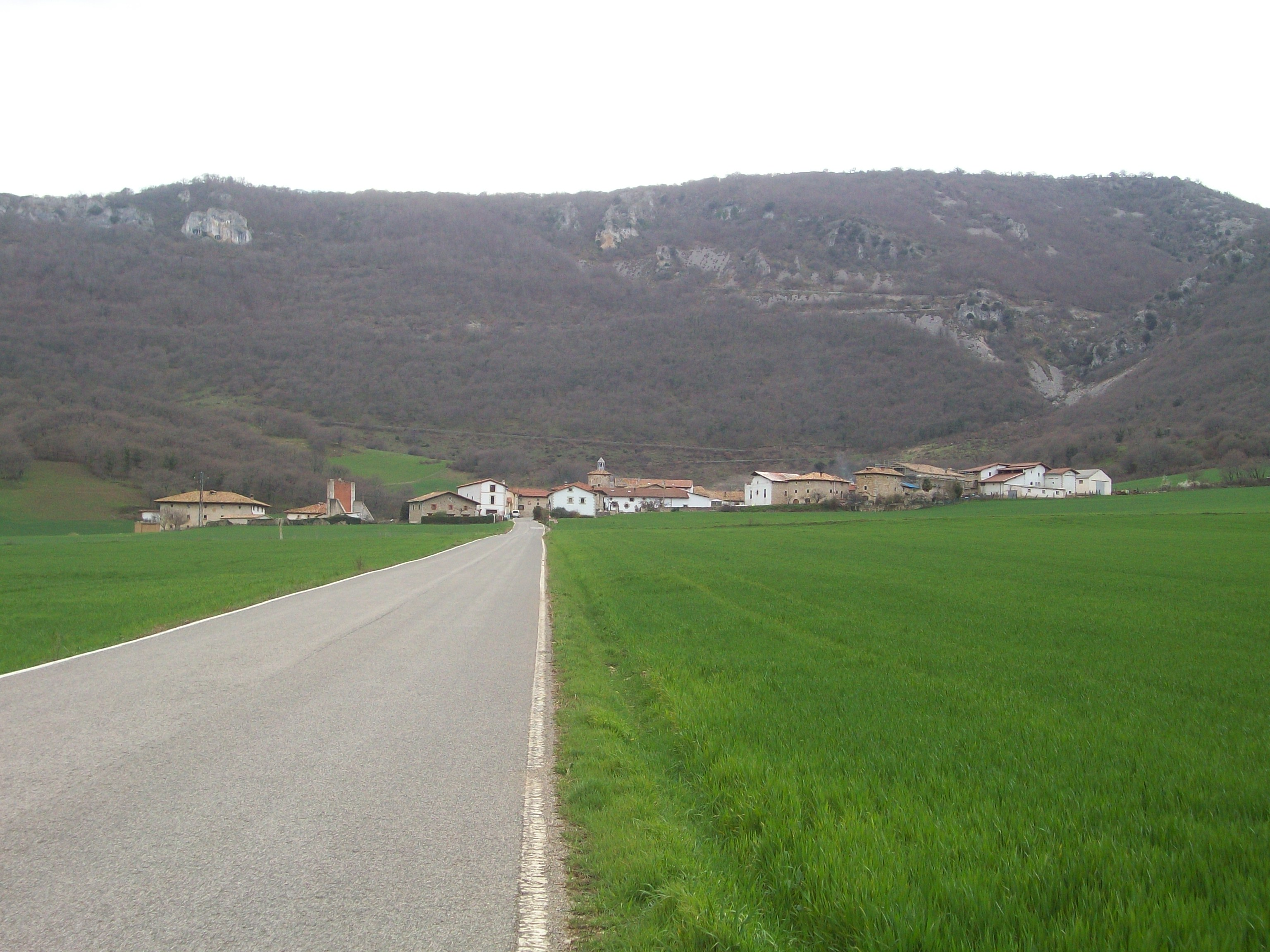
Arteta

| Entidad de Población | Pob, (2020) | Pob. (2014) |
| -------------------- | ----------- | ----------- |
| Anoz                 | 33          | 27          |
| Arteta               | 28          | 33          |
| Beasoáin             | 22          | 17          |
| Eguíllor             | 100         | 87          |
| Ilzarbe              | 50          | 45          |
| Ollo                 | 53          | 51          |
| Saldise              | 10          | 27          |
| Senosiáin            | 43          | 39          |
| Ulzurrun             | 83          | 81          |

- Ollo
- Ulzurrun
- Arteta